# Летний вечер (песня)
«Ле́тний ве́чер» (инципит «Летний вечер тёплый самый был у нас с тобой…») — песня Стаса Намина на слова Владимира Харитонова, написанная и исполненная в 1979 году группой Стаса Намина (ранее и позже — группа «Цветы»). При создании музыки Стас Намин вдохновлялся песней Angie группы Rolling Stones, но «Летний вечер» затем стали сравнивать, вплоть до обвинений в плагиате, с песней Hotel California группы Eagles.
Летний вечер тёплый самый был у нас с тобой.  

Разговаривали с нами звёзды и прибой.  

Нам оставил тёмный вечер неугасший свет.  

Обнимал он нас за плечи и смотрел нам в след. 

  

Уходили мы по гальке от тепла воды.  

Было жарко, было жалко — смыл прибой следы.  

И за далью белой стужи где-то, где-то там,  

За стеклом морозных кружев будет сниться нам  

 

Летний вечер, летний вечер,

Летний вечер будет сниться нам.

<...>

## История
Большинство песен Стаса Намина при выпуске пластинок на фирме «Мелодия» с трудом проходили худсовет, поскольку Намин не был членом Союза композиторов СССР, а один из авторов песни для прохождения худсовета должен был быть или членом Союза писателей СССР (автор слов), или членом Союза композиторов (автор музыки).

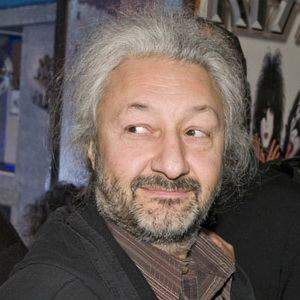
Стас Намин. 2009

На одном из таких худсоветов к ждущему и нервничающему в коридоре в ожидании решения Стасу Намину вышел член худсовета и член Союза писателей СССР Владимир Харитонов и, сказав, что ему нравится то, что делает Намин, предложил себя в качестве автора слов для его песен. В 1979 году Стас Намин написал музыку трёх песен — «Рано прощаться», «Летний вечер» и «Юрмала», а Владимир Харитонов написал к ним тексты.
В отличие от большинства советских меломанов 1960—1970-х годов, выбиравших для себя либо (чаще) The Beatles, либо Rolling Stones, Стас Намин был одновременно поклонником обеих британских групп. И музыка песни «Летний вечер» была вдохновлена, по его словам, песней 1973 года Angie Rolling Stones.

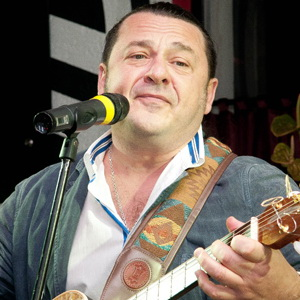
Игорь Саруханов. 2010

Однако затем «Летний вечер» стали сравнивать не с Angie, малопопулярной в СССР, а, вплоть до обвинений в плагиате, с одним из самых популярных в СССР западных хитов — песней 1976 года Hotel California американской группы Eagles. Схожесть двух песен Намин объяснял тем, что гитарист группы Стаса Намина Игорь Саруханов в то время купил аналогичную Eagles двенадцатиструнную гитару и впервые использовал её для записи именно этой песни. Намин никак не мог на это повлиять, поскольку на записи песни отсутствовал. Проигрыш «Летнего вечера», который сравнивали с аналогичным проигрышем Hotel California, был также придуман Игорем Сарухановым, но сам Саруханов категорически отрицал какую-либо их музыкальную схожесть.

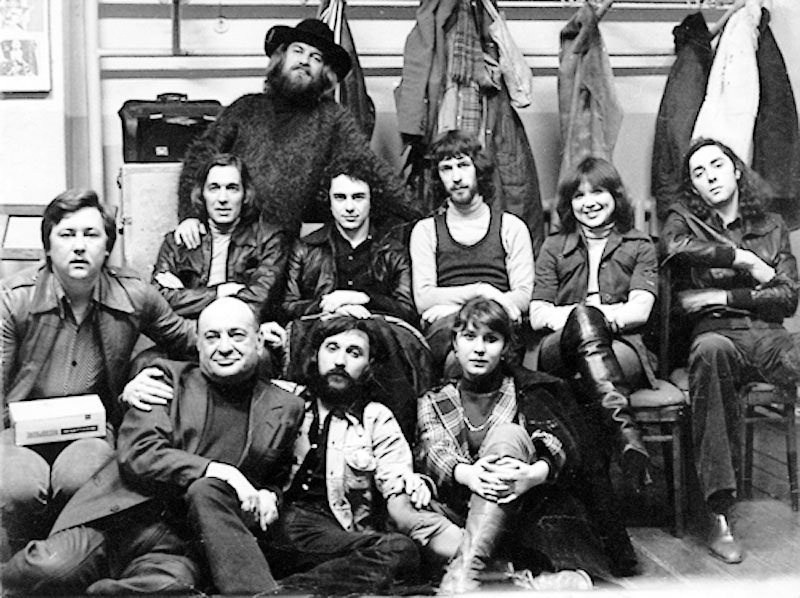
Группа Стаса Намина в 1979 году

По свидетельству Андрея Державина, в то время ресторанного музыканта, его коллеги-музыканты называли «Летний вечер» «наш ответ Чемберлену», противопоставляя его песне Hotel California: в течение одного вечера обе песни исполнялись в ресторане несколько раз, но «Летний вечер» посетители заказывали чаще.
На телевидении песня «Летний вечер», по утверждению Стаса Намина, исполнялась всего два раза за всё время своего существования: в передаче «Вечерний Ургант» в 2014 году и в передаче «Сегодня вечером» в 2021 году — оба раза на Первом канале.

## Кавер-версии
На юбилейном концерте «40 лет группе „Цветы“» (во время написания и первого исполнения песни — группа Стаса Намина) в Крокус Сити Холл 6 марта 2010 года песню «Летний вечер» вместе с группой исполнил Владимир Пресняков-младший.
На юбилейном концерте, посвящённом 50-летию группы «Цветы», «Летний вечер» был исполнен Аллой Пугачёвой.
Песня также исполнялась группой «Чайф». «Летний вечер» входит в репертуар вокально-инструментального ансамбля «Поющие гитары».

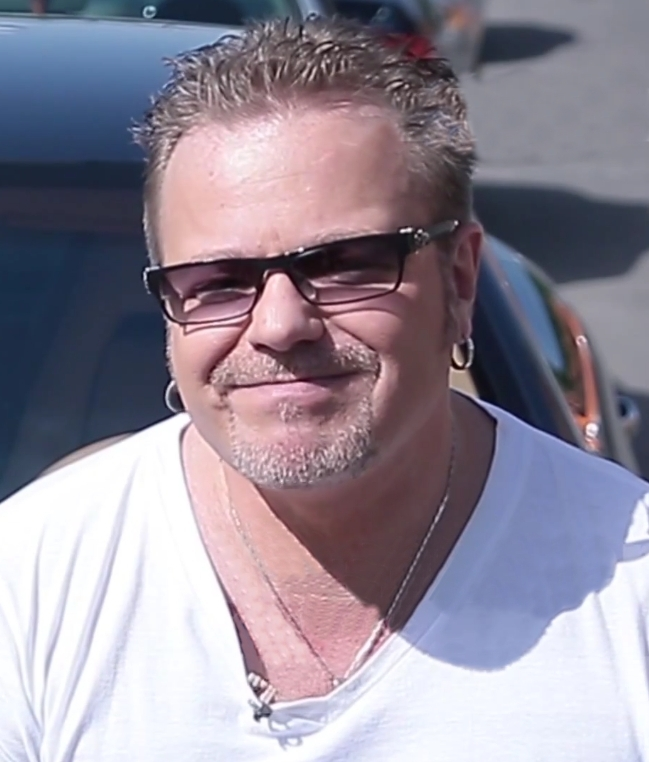
Владимир Пресняков-младший
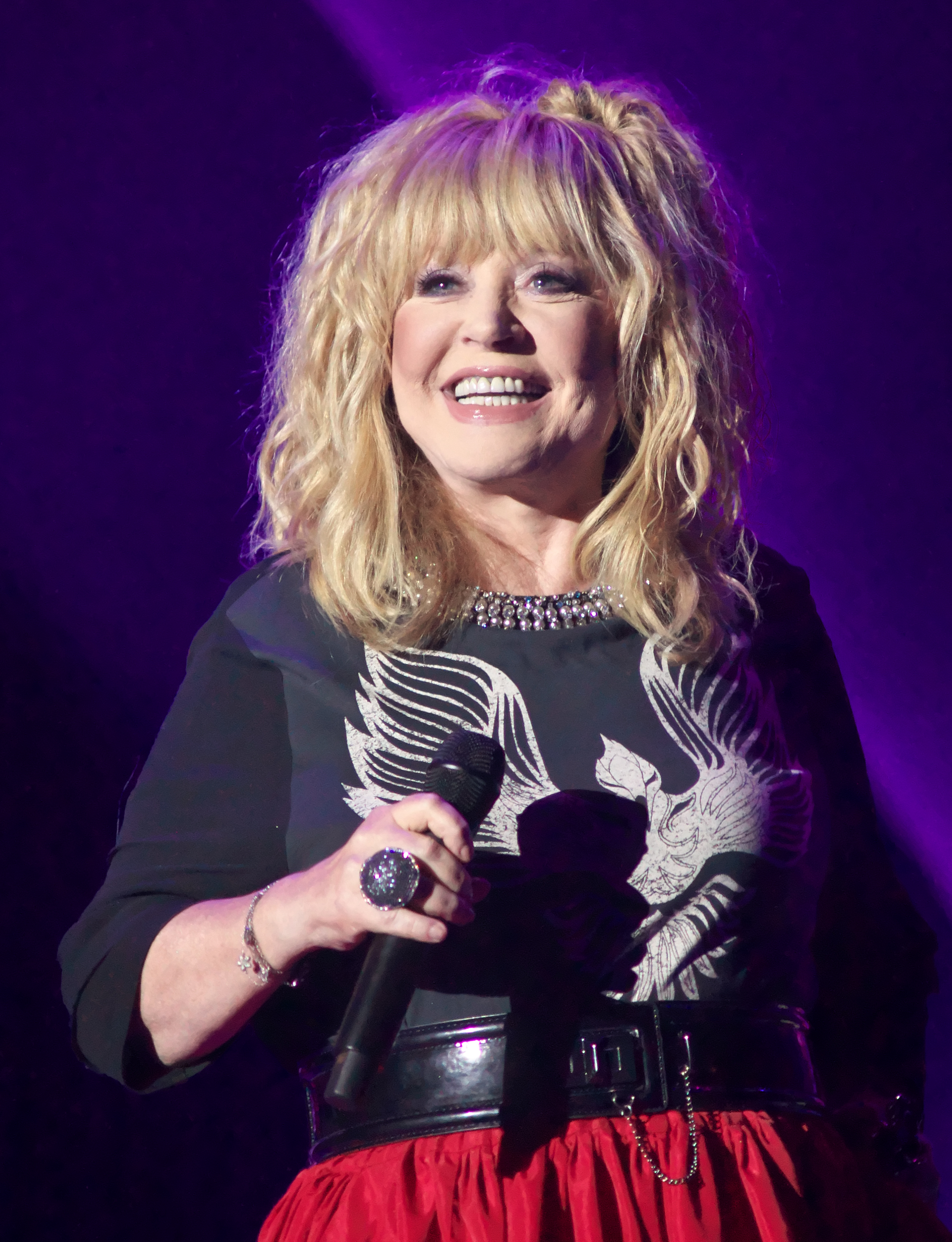
Алла Пугачёва
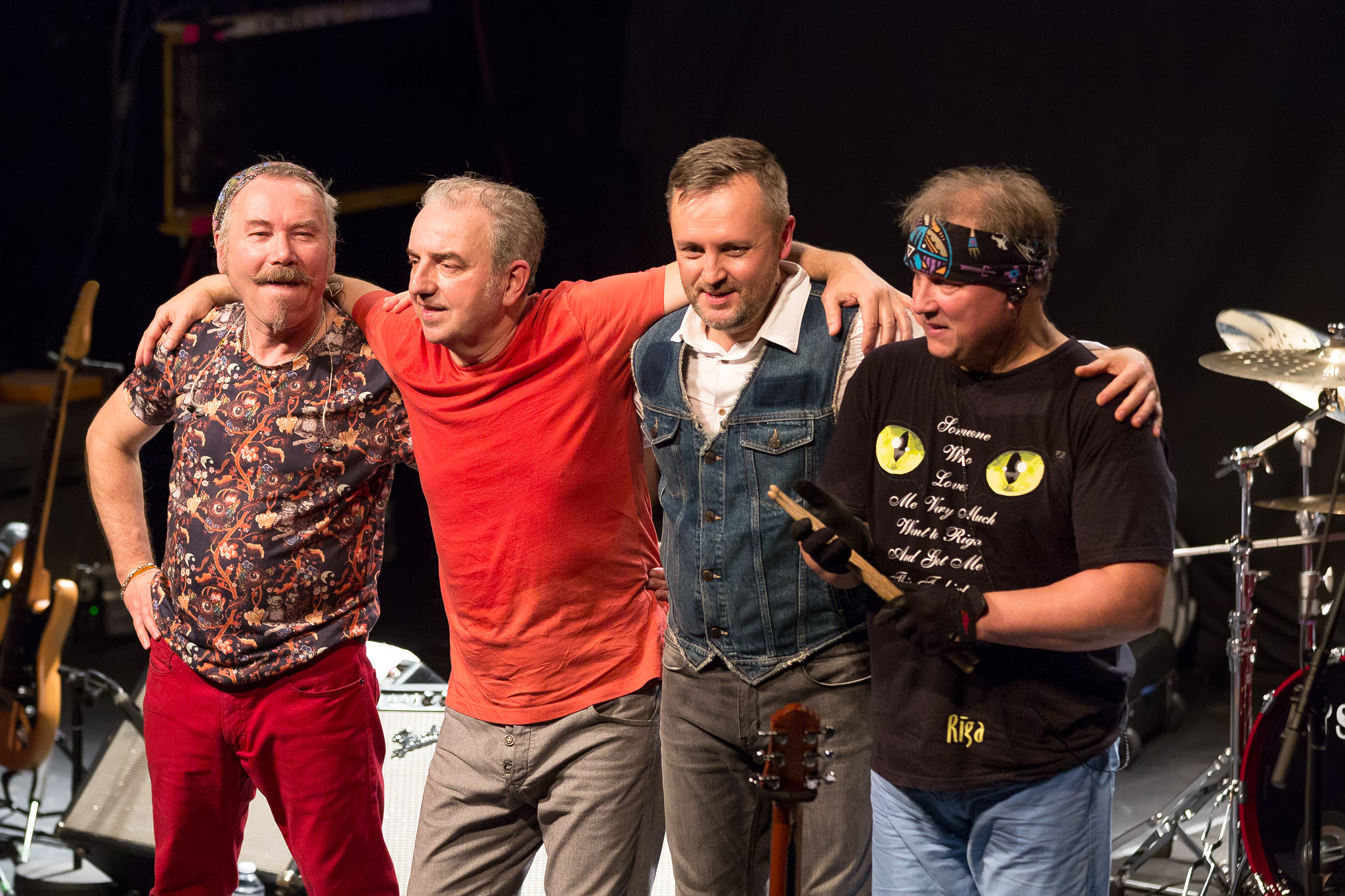
Группа «Чайф»

## Видео и аудио

### Группа «Цветы»
- Выступление группы «Цветы» с песней «Летний вечер» на концерте «Власть цветов» в Крокус Сити Холл в 2013 году. YouTube. Стас Намин & Группа Цветы (11 ноября 2013). Дата обращения: 24 мая 2021. (видео)
- Выступление группы «Цветы» с песней «Летний вечер» в программе «Вечерний Ургант» 11 ноября 2014 года. YouTube. Вечерний Ургант, Первый канал (11 ноября 2014). Дата обращения: 23 мая 2021. (видео)  (недоступная ссылка)
- Выступление группы «Цветы» в студии «Авторадио». YouTube. Авторадио (14 ноября 2017). Дата обращения: 24 мая 2021. (видео)
- «Летний вечер» на альбоме «Группа Стаса Намина «Цветы». Назад в СССР. Том 2». YouTube. Стас Намин и Группа Цветы (2019). Дата обращения: 24 мая 2021. (аудио)

### Группа «Цветы» и Владимир Пресняков-младший
- Выступление Владимира Преснякова, Александра Слизунова и группы «Цветы» (Олег Предтеченский, Валерий Диордица, Юрий Вильнин, Алан Асламазов, Александр Грецинин, Стас Намин) с песней «Летний вечер» на юбилейном концерте «40 лет группе „Цветы“» в Крокус Сити Холл 6 марта 2010 года. YouTube. Stas Namin Centre (6 октября 2012). Дата обращения: 24 мая 2021. (видео)

### ВИА «Поющие гитары»
- Выступление ВИА «Поющие гитары» с песней «Летний вечер» на концерте в Санкт-Петербурге на «Колизей-Арене» 3 ноября 2017 года. YouTube. Петербург музыкальный (23 июня 2018). Дата обращения: 24 мая 2021. (видео)